# Wanda Czarnecka-Minkiewicz
Wanda Czarnecka-Minkiewicz, pseud. Danka (ur. 1921 w Białymstoku, zm. 2001) – sanitariuszka, członek Armii Krajowej i powojennej konspiracji antykomunistycznej. 

## Życiorys
W konspiracji przeszła szkolenie z zakresu pomocy sanitarnej. Żona Lucjana, dowódcy 6 Wileńskiej Brygady WiN. W 1948 skazana na 12 lat więzienia, które opuściła w 1956. W czasie wojny została odznaczona Brązowym Krzyżem Zasługi z Mieczami, a pośmiertnie w 2007 – Krzyżem Komandorskim Orderu Odrodzenia Polski.

## Życie prywatne
Była żoną Lucjana Minkiewicza.